# Uvariopsis sessiliflora
Uvariopsis sessiliflora là loài thực vật có hoa thuộc họ Na. Loài này được (Mildbr. & Diels) Robyns & Ghesq. miêu tả khoa học đầu tiên năm 1933.